# Protoindustrializzazione

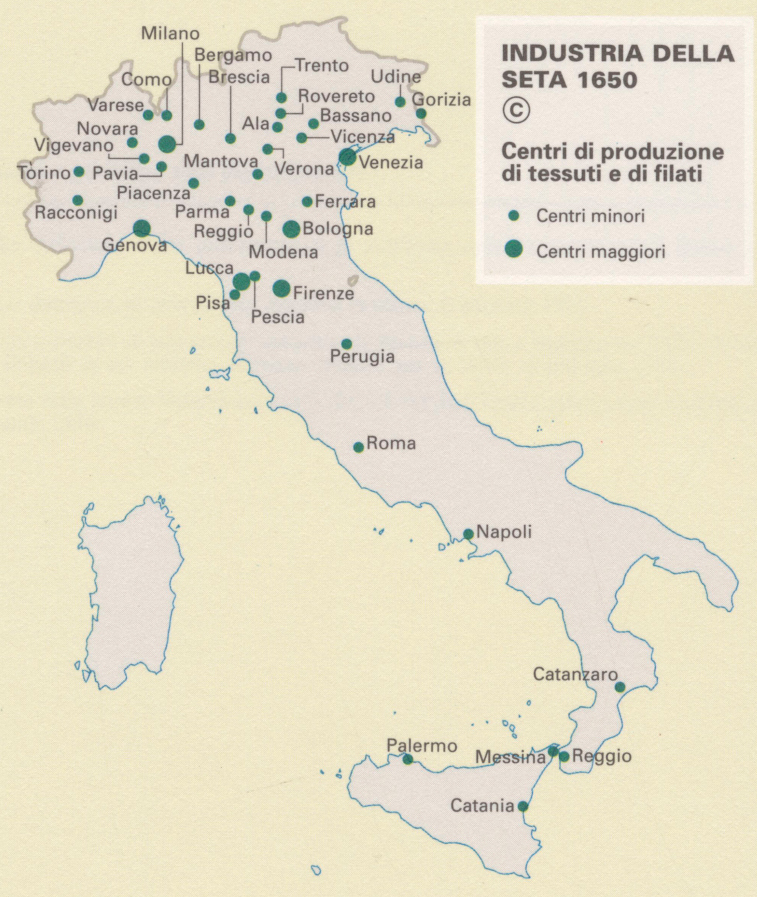
Industria della seta: centri di produzione di tessuto e filati in Italia nel 1650.

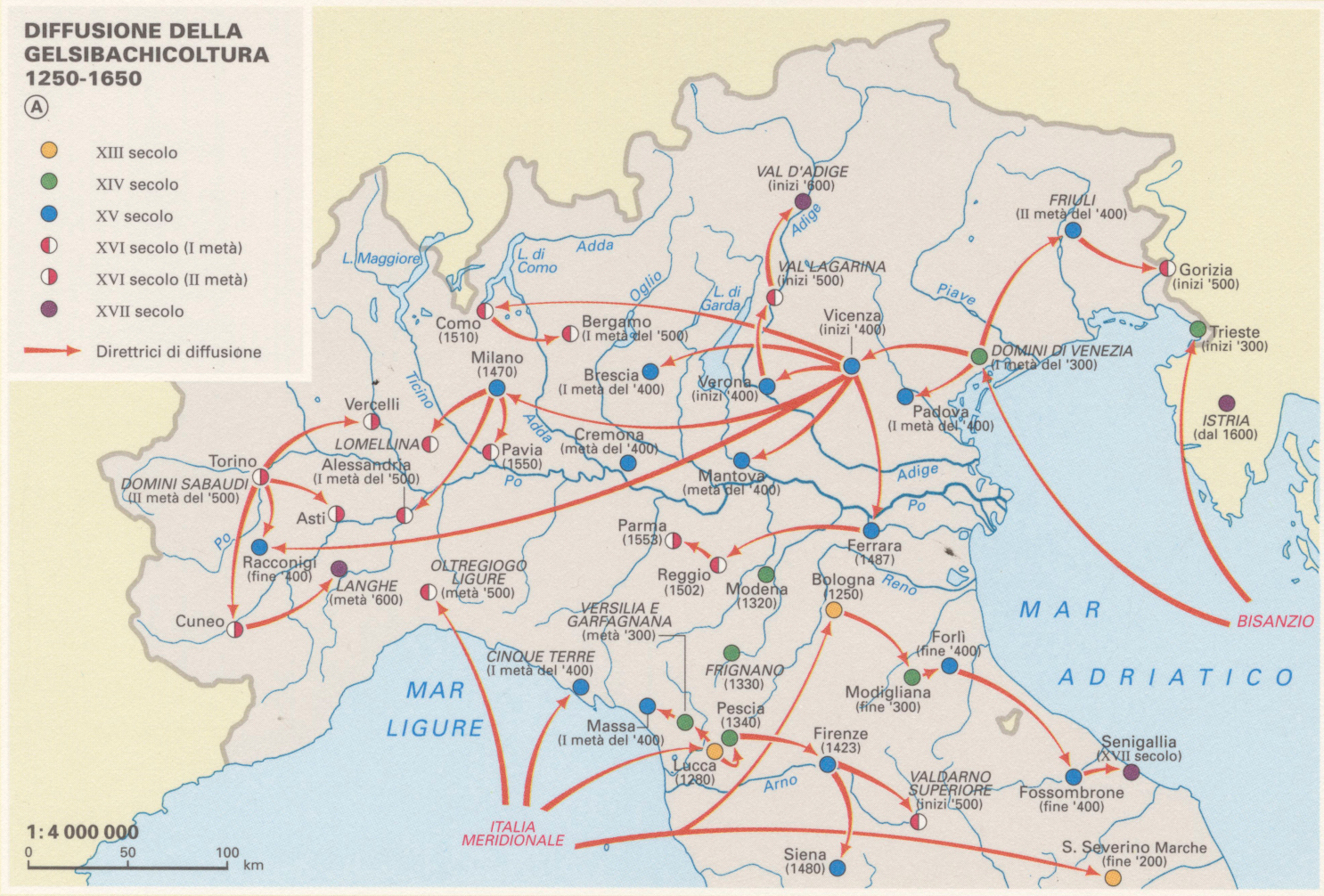
Diffusione della gelsibachicoltura nell'Italia settentrionale tra il 1250 e il 1650

Gli storici hanno indicato la fase antecedente all'industrializzazione con il termine protoindustrializzazione.
Questo fenomeno avvenne nella società preindustriale agli inizi del seicento in India, soprattutto in Bengala, la quale fu l'economia più sviluppata del mondo e il maggior produttore del globo, valendo globalmente quasi il 25% del PIL mondiale, durante la dominazione islamica dall'impero Moghul, ed interessò soprattutto le Fiandre e l'Inghilterra.
Uno dei primi teorici della proto-industrializzazione fu lo storico statunitense F. F. Mendels in un saggio apparso sul Journal of Economic History nel 1972 dal titolo Proto-industrialization: the First Phase of the Industrialization Process che riprendeva la sua tesi di laurea Industrialization and Population Pressure in Eighteenth-Century Flanders (1969).
Con l'avvento delle enclosures (ovvero la privatizzazione e la recinzione delle terre comuni) che prima erano "open fields" (terre comuni a cui ognuno poteva avere accesso per pascolare il proprio bestiame) i contadini non riuscirono più a vivere solo grazie all'agricoltura e cominciarono a filare la lana e a produrre tessuti per i mercanti, i quali pagavano i contadini, secondo il cosiddetto Verlagssystem. La produzione non era meccanizzata, dato che le macchine industriali non erano ancora state inventate, ma si basava sui tradizionali metodi artigianali.
Si creò quindi un'industria rurale gestita dalle imprese familiari.
La loro principale fonte di sostentamento rimaneva (ancora per poco) l'agricoltura. 
Col passare degli anni la crisi agricola si inacuì e la lavorazione tessile divenne perciò la principale fonte di reddito per queste imprese familiari.
Con l'invenzione delle macchine industriali, i contadini si spostarono nelle città per lavorare nelle prime fabbriche.
È questo l'embrionale impulso che portò alla rivoluzione industriale.